# Sierra Burgess Is a Loser
Pour plus de détails, voir Fiche technique et Distribution.
Sierra Burgess Is a Loser ou Sierra Burgess est une perdante au Québec est une comédie romantique américaine réalisée par Ian Samuels, sortie en 2018 sur Netflix.

## Synopsis
Sierra Burgess est une excellente élève, créative mais impopulaire, qui espère pouvoir rentrer à l'université Stanford. Elle essaye d'éviter un maximum Veronica, l'une des cheerleaders populaires de son lycée, qui la prend régulièrement pour cible et se moque de son physique éloigné des standards.
Un jour, Jamey, un beau joueur de football américain d'un autre lycée, séduit par la beauté de Veronica, lui demande son numéro. Cette dernière, déjà en couple, voit là l'occasion d'embarrasser son souffre-douleur. Elle lui donne donc le numéro de cette dernière à la place du sien.
Le soir, Jamey écrit donc, sans le savoir, à Sierra. Les deux adolescents s'entendent parfaitement, mais la jeune fille comprend vite qu'elle n'est pas la véritable destinataire des messages. Les conversations se poursuivent néanmoins. Malgré les avertissements de Dan, son meilleur ami, Sierra commence à développer des sentiments pour le garçon et craint qu'il ne la rejette si elle lui avoue la vérité.
Elle va donc trouver Veronica en lui demandant de jouer sa doublure physique, puisque c'est elle que Jamey a abordée. Celle-ci accepte, à la condition que Sierra lui donne des cours particuliers. En effet, elle vient de se faire plaquer par son petit ami, soi-disant pour son manque d'intelligence. En se rapprochant de son ennemie, Sierra réalise que sa vie de famille n'est pas heureuse : en effet, sa mère ne se remet pas d'avoir été quittée par son père pour une femme plus jeune, et cet événement a un lourd impact sur leur quotidien. Un lien d'amitié se crée alors entre les deux filles. Elles élaborent ensemble plusieurs stratagèmes, faisant croire à Jamey que c'est bien avec Veronica qu'il discute depuis le début, alors que Sierra lui souffle toutes ses répliques. Elles parviennent même à maintenir l'illusion pendant tout un rendez-vous, où, au moment du baiser, Sierra prendra la place de Veronica.
Mais au cours d'un match de football entre les deux lycées, Jamey embrasse Veronica en public. Il ne comprend pas pourquoi celle-ci le rejette, puisqu'à ses yeux, elle est sa petite amie. Sierra, qui assiste à la scène de loin, se persuade que son amie a provoqué ce baiser pour lui faire du mal. Elle se venge en trahissant une confidence qu'elle lui a faite. Veronica, en représailles, avoue la vérité au garçon qu'elles ont dupé. Blessé, celui-ci ne veut plus rien avoir à faire ni avec l'une, ni avec l'autre.
Regrettant son comportement, Sierra écrit une chanson intitulée Sunflower (« Tournesol »), où elle exprime son manque de confiance en elle et ses complexes. Elle l'envoie à Veronica pour s'excuser. Celle-ci comprend ce qu'elle a ressenti, et envoie également le morceau à Jamey.
Lors de la scène finale, Jamey vient chercher Sierra pour l'accompagner au bal de promo de son lycée, assumant ses sentiments pour elle et leur relation. Les deux filles se réconcilient.

## Fiche technique
Sauf indication contraire, les informations mentionnées dans cette section peuvent être confirmées par la base de données cinématographiques IMDb,  présente dans la section « Liens externes ».
- Titre original : Sierra Burgess Is A Loser
- Titre québécois : Sierra Burgess est une perdante
- Réalisation : Ian Samuels
- Scénario : Lindsey Beer
- Direction artistique : Tom Castronovo et Kristin Gibler
- Décors : Callie Andreadis
- Costumes : Romy Itzigsohn
- Photographie : Ron Batzdorff et Aaron Epstein
- Montage : Andrea Bottigliero
- Musique : Bram Inscore et Brett McLaughlin
- Casting : Tamara-Lee Notcutt
- Production : Thad Luckinbill, Trent Luckinbill, Molly Smith et Rachel Smith
- Sociétés de production : Black Label Media (en)
- Société de distribution : Netflix
- Pays d'origine :  États-Unis
- Langues originales : anglais
- Format : Couleur - 1.78:1
- Genre : Comédie romantique
- Durée : 105 minutes
- Dates de sortie :
  -  Mondial : 7 septembre 2018 sur Netflix

## Distribution
- Shannon Purser (VF : Flora Kaprielian) : Sierra Burgess
- Kristine Froseth (VF : Maryne Bertieaux) : Veronica
- RJ Cyler (VF : Alexandre Nguyen) : Dan
- Noah Centineo (VF : François Santucci) : Jamey
- Will Peltz (en) (VF : Baptiste Mège) : Spence
- Lea Thompson (VF : Céline Monsarrat) : Mme Burgess
- Alan Ruck (VF : Laurent Morteau) : M. Burgess
- Chrissy Metz (VF : Sophie Riffont) : Trish, la mère de Veronica
- Alice Lee (VF : Joséphine Ropion) : Mackenzie
- Loretta Devine (VF : Virginie Emane) : Ms. Thomson
- Giorgia Whigham (VF : Clara Soares) : Chrissy
- Mary Pat Gleason : Conseillère Stevens
- Joey Morgan (de) : Topher

Photos des acteurs
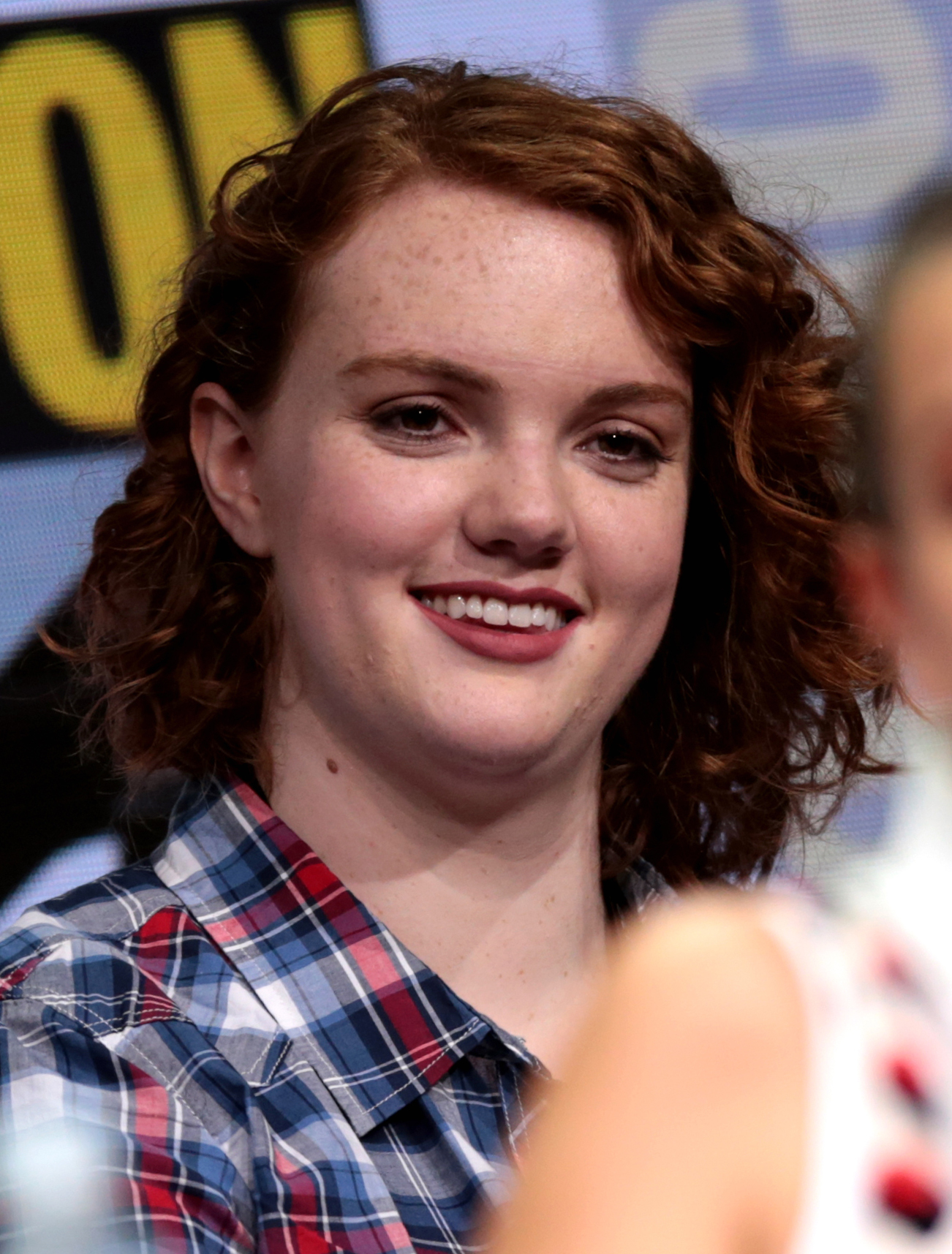
Shannon Purser dans le rôle de Sierra Burgess.
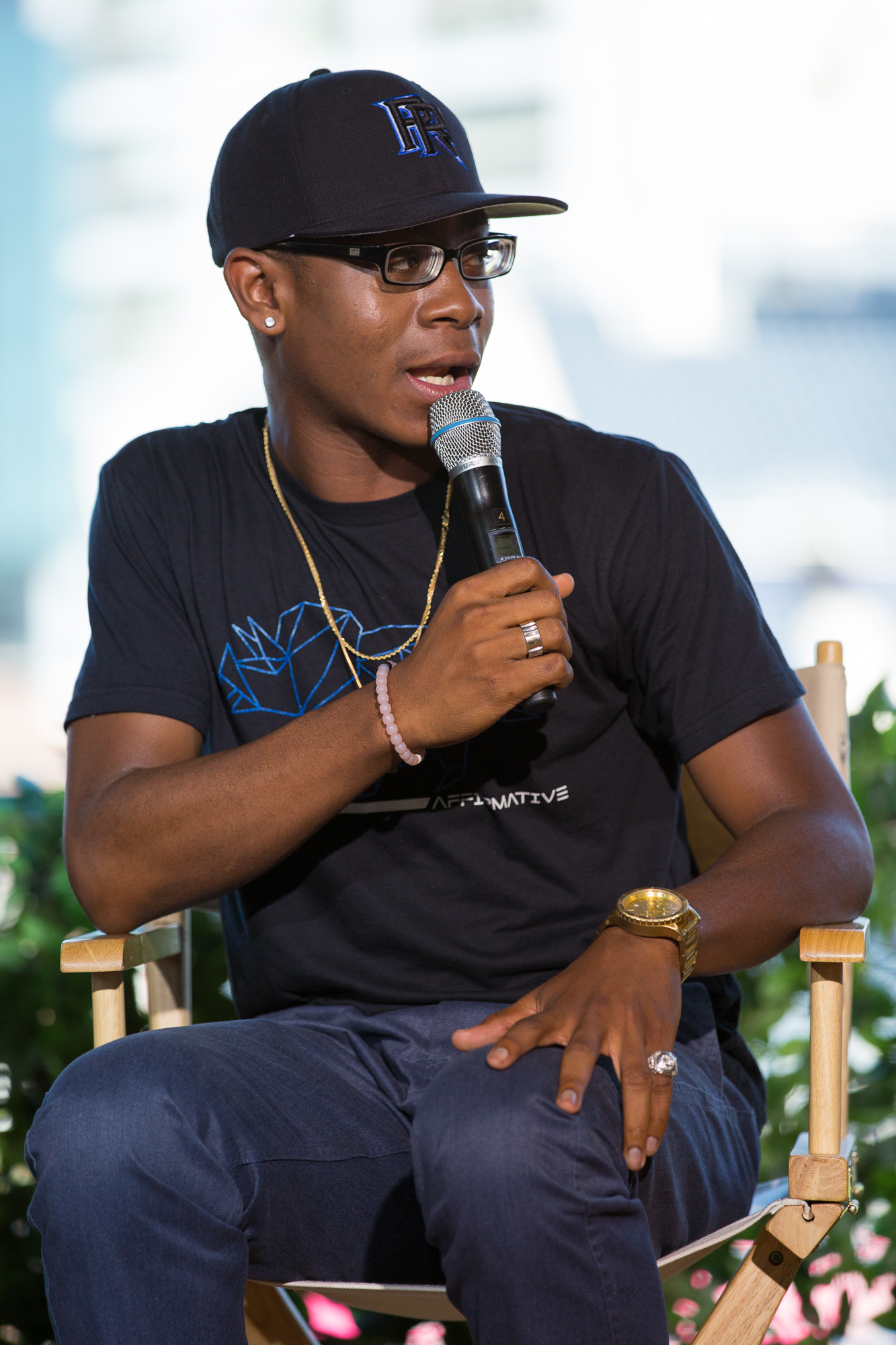
RJ Cyler dans le rôle de Dan.
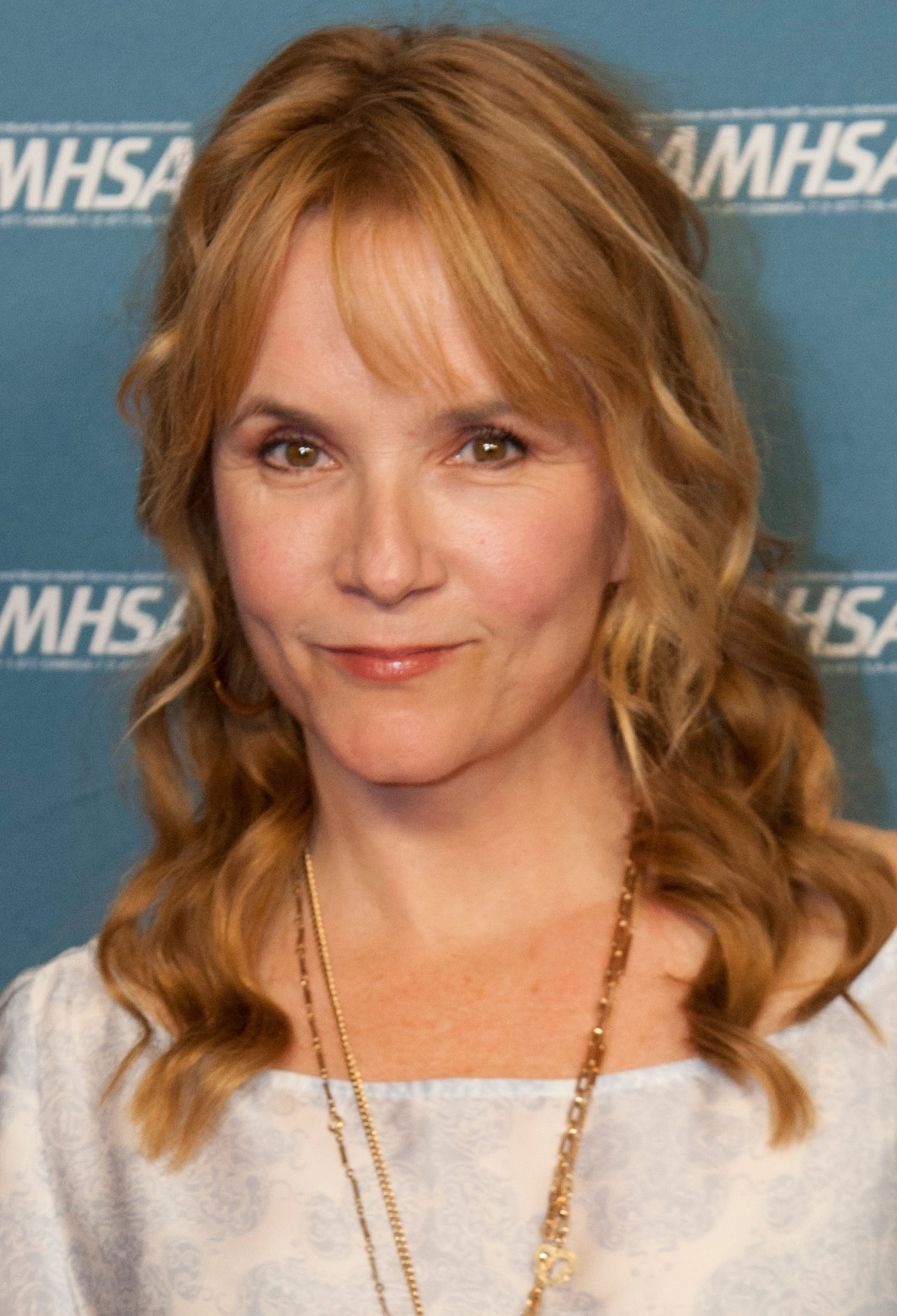
Lea Thompson dans le rôle de Mme Burgess.
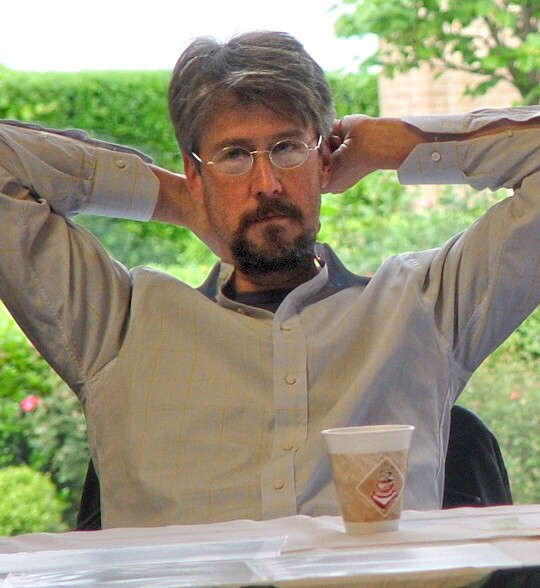
Alan Ruck dans le rôle de M. Burgess.
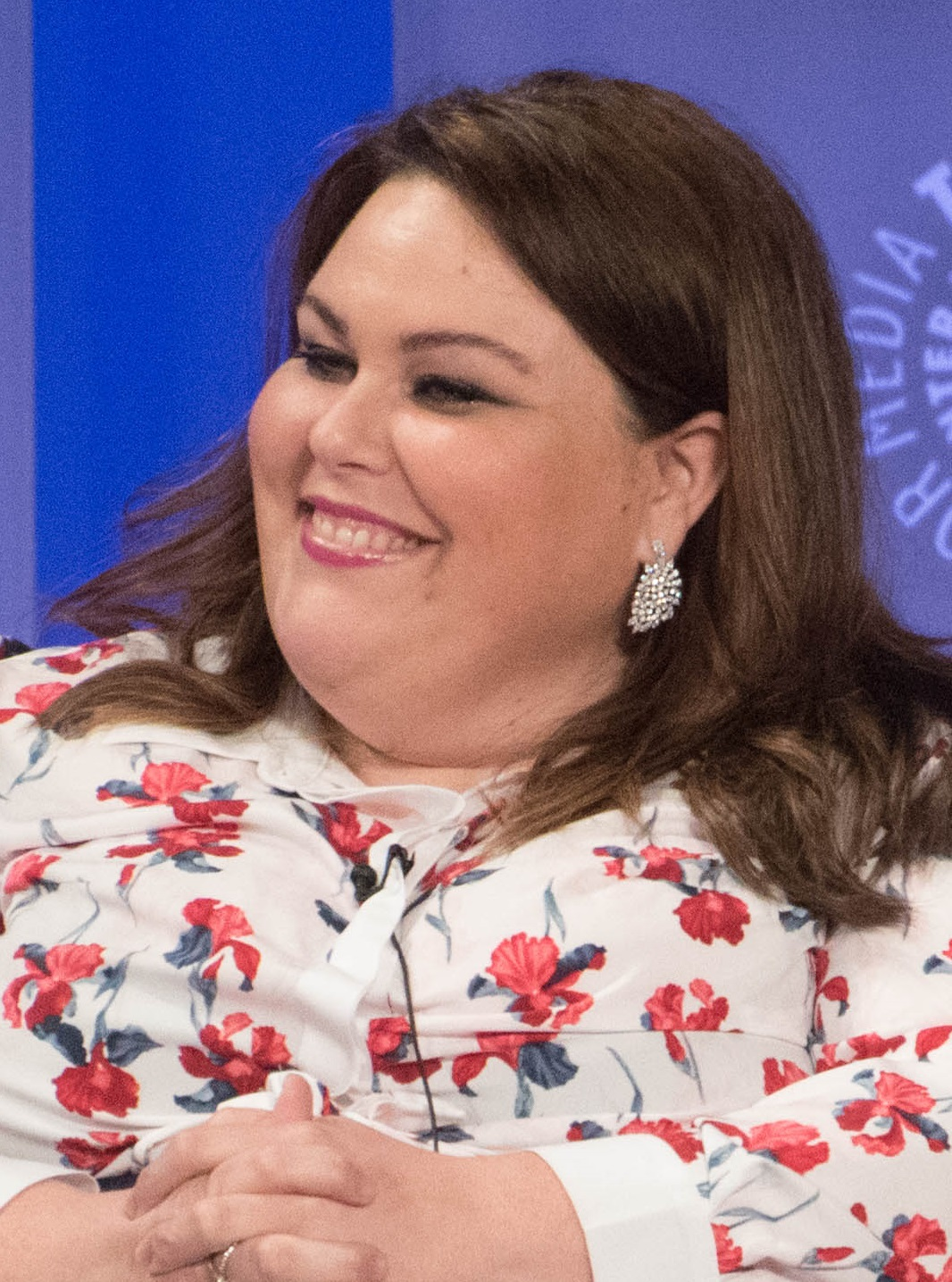
Chrissy Metz dans le rôle de Trish.
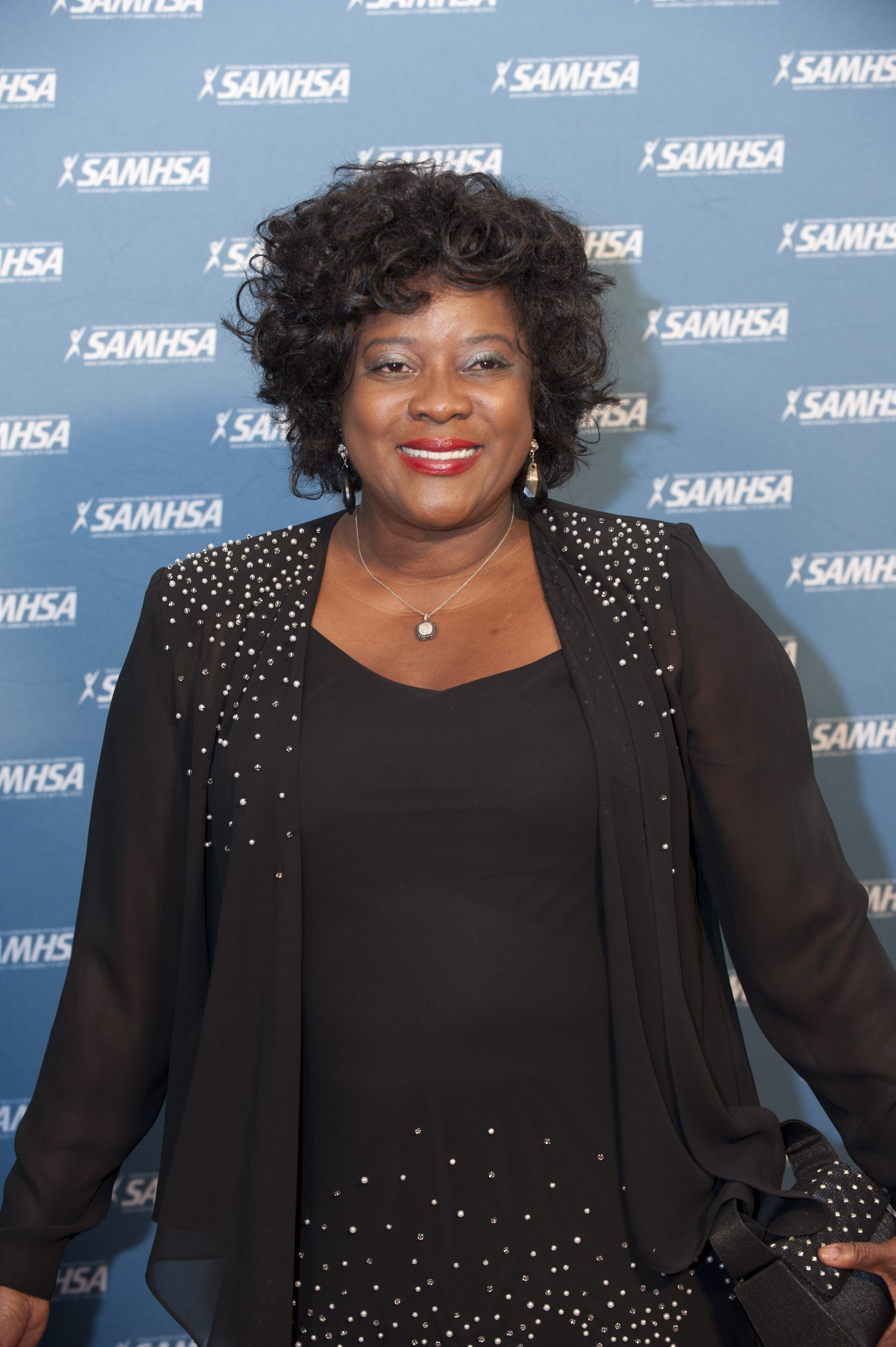
Loretta Devine dans le rôle de Ms. Thomson.

- Version française
  - Société de doublage : BTI Studios
  - Direction artistique : Laura Préjean
  - Adaptation : Ghislaine Gozes

 Source et légende : version française (VF) sur RS Doublage.

## Production

### Développement
Le film est annoncé pour la première fois en septembre 2016 comme une version moderne de Cyrano de Bergerac. Le scénario est écrit par Lindsey Beer et la réalisation est assurée par Ian Samuels. Il est aussi annoncé que Molly Smith et Thad Luckinbill de Black Label Media assurent la production du film. En janvier 2018, Netflix acquiert les droits du film.

### Casting
En décembre 2016, RJ Cyler est pris le pour le rôle du meilleur ami. Le 5 janvier 2017, Shannon Purser est engagé pour le rôle titre de Sierra Burgess, puis est annoncé Kristine Froseth dans le rôle de Veronica. Le même mois, Will Peltz (en) rejoint la distribution. En février 2017, Noah Centineo est choisi pour le rôle principal et remplace Ben Hardy qui devait interpréter le rôle. Lea Thompson et Alan Ruck intègrent la distribution pour interpréter les parents.